# Große Pest von Marseille

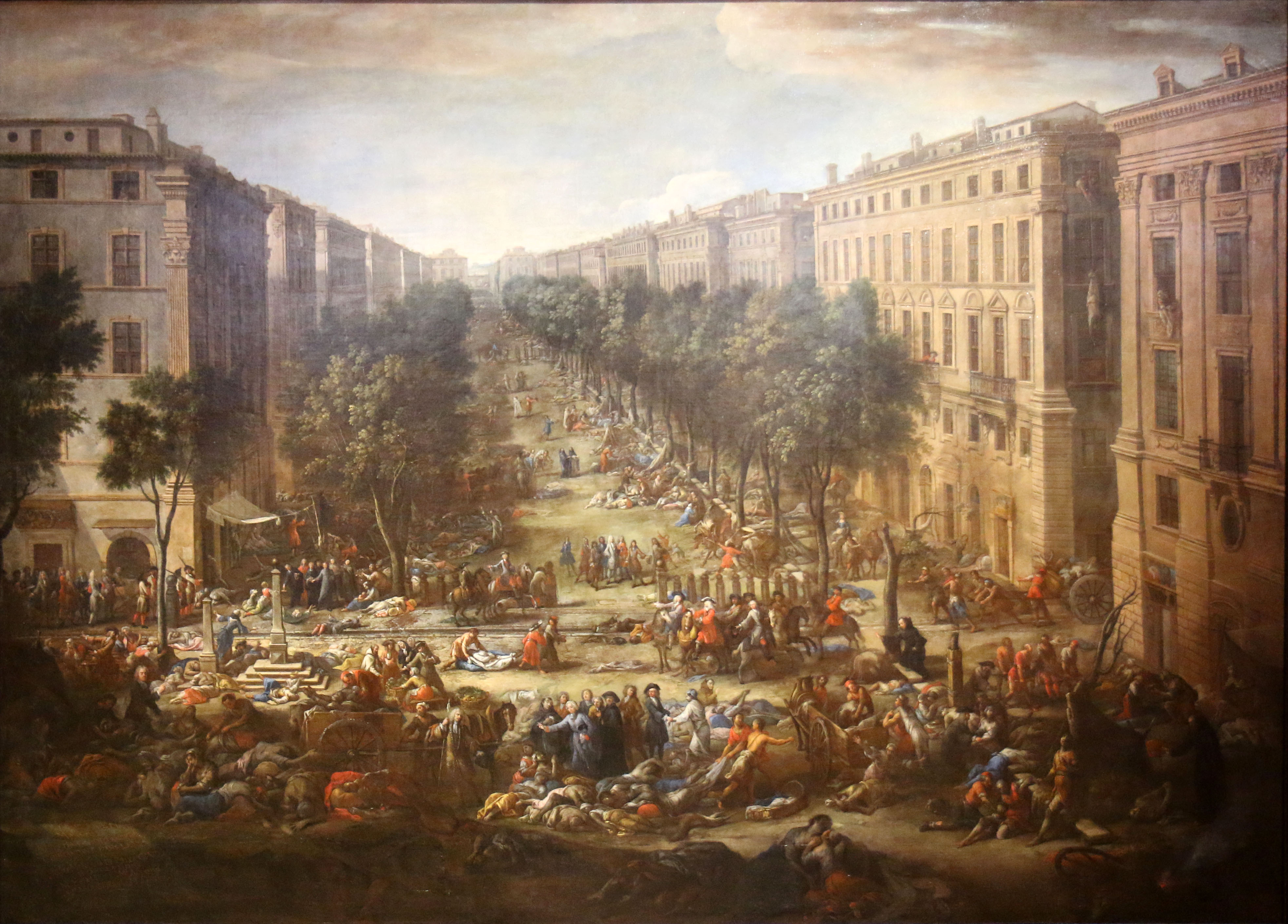
Zeitgenössisches Gemälde von Marseille während der Großen Pest

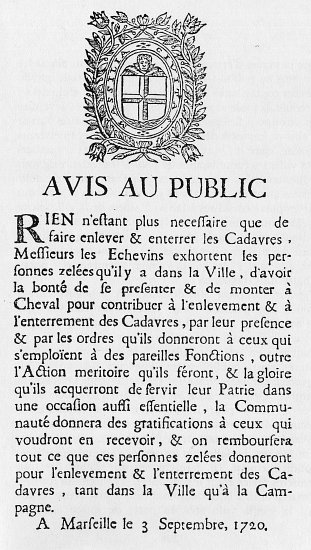
Öffentliche Bekanntmachung über die Entsorgung von Leichen während der Großen Pest, 1720

Die Große Pest von Marseille war der letzte größere Ausbruch der Beulenpest in Westeuropa.
Im Jahr 1720 starben im französischen Marseille und der umliegenden Provence an der Seuche bis zu ca. 50.000 Menschen. Marseille hatte Anfang 1720 etwa 90.000 Einwohner. Die Zahl der Todesfälle variiert je nach Schätzung: Bei einigen Historikern werden zwischen 30.000 und 35.000 Tote angegeben, bei anderen 50.000, sowohl für die Stadt als auch für das Umland.
Interessanterweise wurde dieser Bevölkerungsverlust in nur drei oder vier Jahren schnell ausgeglichen. Dieses Phänomen erklärt sich durch den Rückgang der Sterblichkeit sowie durch den Anstieg der Geburtenrate, der mit der Zunahme der Eheschließungen zusammenhängt, aber hauptsächlich durch die Zuwanderung aus den nahe gelegenen Regionen (seit der Revolution das Departement Alpes de Haute Provence genannt) oder von weiter her. Die Einwanderung machte die meisten Verluste wieder wett. Bis 1765 war die Population wieder auf dem Niveau von vor 1720.
Die wirtschaftliche Aktivität brauchte nur wenige Jahre, um sich zu erholen, da sich der Handel auf die Westindischen Inseln und Lateinamerika ausweitete.

## Stadt vor der Pest

### Sanitätsrat
Am Ende der Pest von 1580 ergriffen die Menschen in Marseille drastische Maßnahmen, um zu versuchen, die zukünftige Ausbreitung der Krankheit zu kontrollieren. Der Stadtrat von Marseille richtete einen Sanitätsrat ein, dessen Mitglieder sich aus dem Stadtrat und den Ärzten der Stadt zusammensetzten. Das genaue Gründungsdatum des Gremiums ist nicht bekannt, aber seine Existenz wird erstmals in einem Text des Parlaments von Aix aus dem Jahr 1622 erwähnt. Der neu gegründete Sanitätsrat gab eine Reihe von Empfehlungen zur Erhaltung der Gesundheit der Stadt ab.
Neben dem Schutz der Stadt vor äußeren Schwachstellen versuchte der Sanitätsrat, eine öffentliche Infrastruktur aufzubauen. In dieser Zeit wurde auch das erste öffentliche Krankenhaus von Marseille gebaut, das mit einem vollwertigen Stab von Ärzten und Krankenschwestern  ausgestattet wurde. Darüber hinaus war der Sanitätsrat für die Akkreditierung lokaler Ärzte zuständig. Unter Berufung auf die zahlreichen Fehlinformationen, die sich während einer Seuche ausbreiten, versuchte der Sanitätsrat, den Bürgern zumindest eine Liste von Ärzten zur Verfügung zu stellen, die man für glaubwürdig hielt.
Der Sanitätsrat war eines der ersten von der Stadt Marseille gebildeten Exekutivorgane. Er wurde personell so ausgestattet, dass er die wachsenden Verantwortlichkeiten des Gremiums unterstützen konnte.

### Quarantäne
Der Sanitätsrat richtete ein dreistufiges Kontroll- und Quarantänesystem ein. Die Mitglieder des Ausschusses inspizierten alle ankommenden Schiffe und gaben ihnen eines von drei „Gesundheitspapieren“. Das „Gesundheitszeugnis“ bestimmte dann den Grad des Zugangs des Schiffes und seiner Ladung zur Stadt.
Eine Delegation von Mitgliedern des Sanitätsrats sollte jedes ankommende Schiff inspizieren. Sie überprüften das Logbuch des Kapitäns, in dem jede Stadt, in der das Schiff gelandet war, verzeichnet war, und verglichen es mit der Hauptliste des Gesundheitsamtes von Städten im ganzen Mittelmeer, die Gerüchte über kürzliche Pestvorkommnisse hatten. Die Delegation inspizierte zudem die gesamte Fracht, die Besatzung und die Passagiere und suchte nach Anzeichen möglicher Krankheiten. Wenn das Team Anzeichen einer Krankheit sah, durfte das Schiff nicht an einem Dock in Marseille landen.
Wenn das Schiff diesen ersten Test bestanden hatte und es keine Anzeichen einer Krankheit gab, die Reiseroute des Schiffes aber eine Stadt mit dokumentierter Pest-Aktivität umfasste, wurde das Schiff in die zweite Quarantänestufe auf Inseln vor dem Hafen von Marseille geschickt. Die Kriterien für die Lazarette waren Belüftung (um das, was man für das Miasma der Krankheit hielt, zu vertreiben), die Nähe zum Meer, um die Kommunikation und das Abpumpen von Wasser zur Reinigung zu erleichtern, sowie die Isolierung und leichte Zugänglichkeit.
Selbst ein einwandfreier Gesundheitszustand der Menschen auf einem Schiff erforderte eine mindestens 18-tägige Quarantäne am Standort vor der Insel. Während dieser Zeit wurde die Besatzung in einem der Lazarette untergebracht, die rund um die Stadt gebaut wurden. Die Lazarette wurden auch in Bezug auf die Gesundheitsbescheinigungen für das Schiff und Einzelpersonen klassifiziert. Mit einem „sauberen“ Gesundheitszeugnis begab sich ein Besatzungsmitglied zur größten Quarantänestation, die mit Vorräten ausgestattet und groß genug war, um viele Schiffe und Besatzungen gleichzeitig unterzubringen. Wenn man glaubte, dass die Besatzung der Möglichkeit einer Seuche ausgesetzt war, wurde sie in die isolierte Quarantänestation geschickt, die auf einer Insel vor der Küste des Hafens von Marseille errichtet worden war. Die Besatzung und die Passagiere mussten dort 50 bis 60 Tage lang warten, um zu sehen, ob sie Anzeichen einer Seuche entwickelten.
Sobald die Besatzungen ihre Quarantäne hinter sich hatten, durften sie die Stadt betreten, um ihre Waren zu verkaufen und sich vor der Abfahrt zu vergnügen.

## Ausbruch und Todesfälle

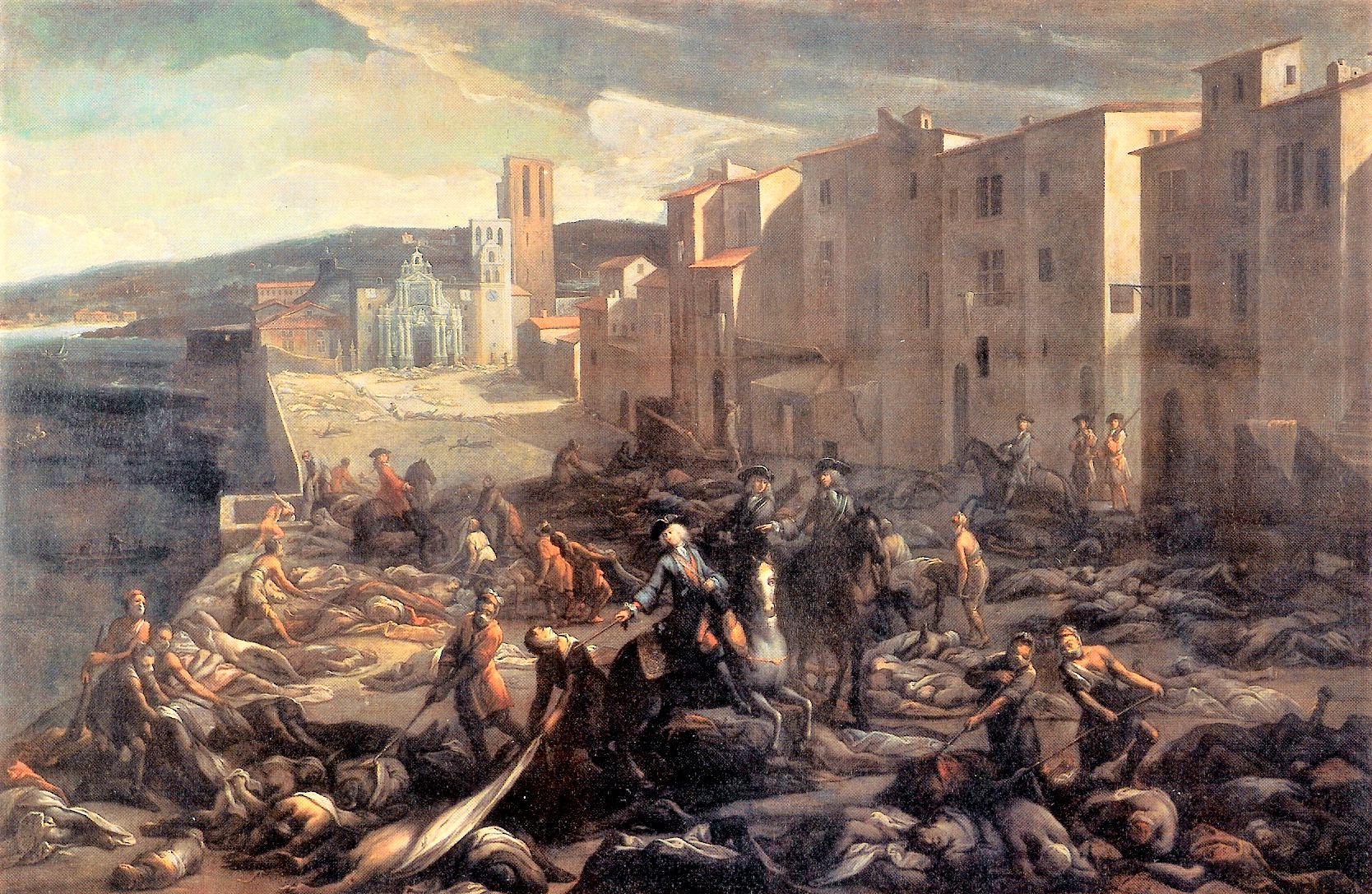
Zeitgenössische Gravur von Marseille während der Großen Pest

Der große Ausbruch der Pest im Jahr 1720 war die letzte Wiederholung einer Epidemie der Beulenpest nach den verheerenden Episoden, die Anfang des 14. Jahrhunderts begonnen hatten; der erste bekannte Fall der Beulenpest in Marseille war die Ankunft des „schwarzen Todes“ im Herbst 1347.
1720 kam die Yersinia pestis aus der Levante mit dem Handelsschiff Grand-Saint-Antoine im Hafen von Marseille an. Das Schiff war von Sidon im Libanon abgefahren, nachdem es zuvor Smyrna, Tripolis und das von der Pest heimgesuchte Zypern angelaufen hatte. Ein türkischer Passagier war der Erste, der infiziert wurde und bald starb, gefolgt von mehreren Besatzungsmitgliedern und dem Schiffsarzt. Dem Schiff wurde die Einfahrt in den Hafen von Livorno verweigert.
Als die Grand-Saint-Antoine in Marseille ankam, wurde sie von den Hafenbehörden umgehend im Lazarett unter Quarantäne gestellt. Vor allem aufgrund des Monopols, das Marseille auf den französischen Handel mit der Levante hatte, verfügte dieser wichtige Hafen über einen großen Bestand an Importgütern in den Lagerhäusern. Außerdem weitete er seinen Handel mit anderen Gebieten des Nahen Ostens und aufstrebenden Märkten in der Neuen Welt aus. Mächtige städtische Kaufleute benötigten die Seiden- und Baumwollladung des Schiffes für die große Messe in Beaucaire und setzten die Behörden unter Druck, die Quarantäne aufzuheben.

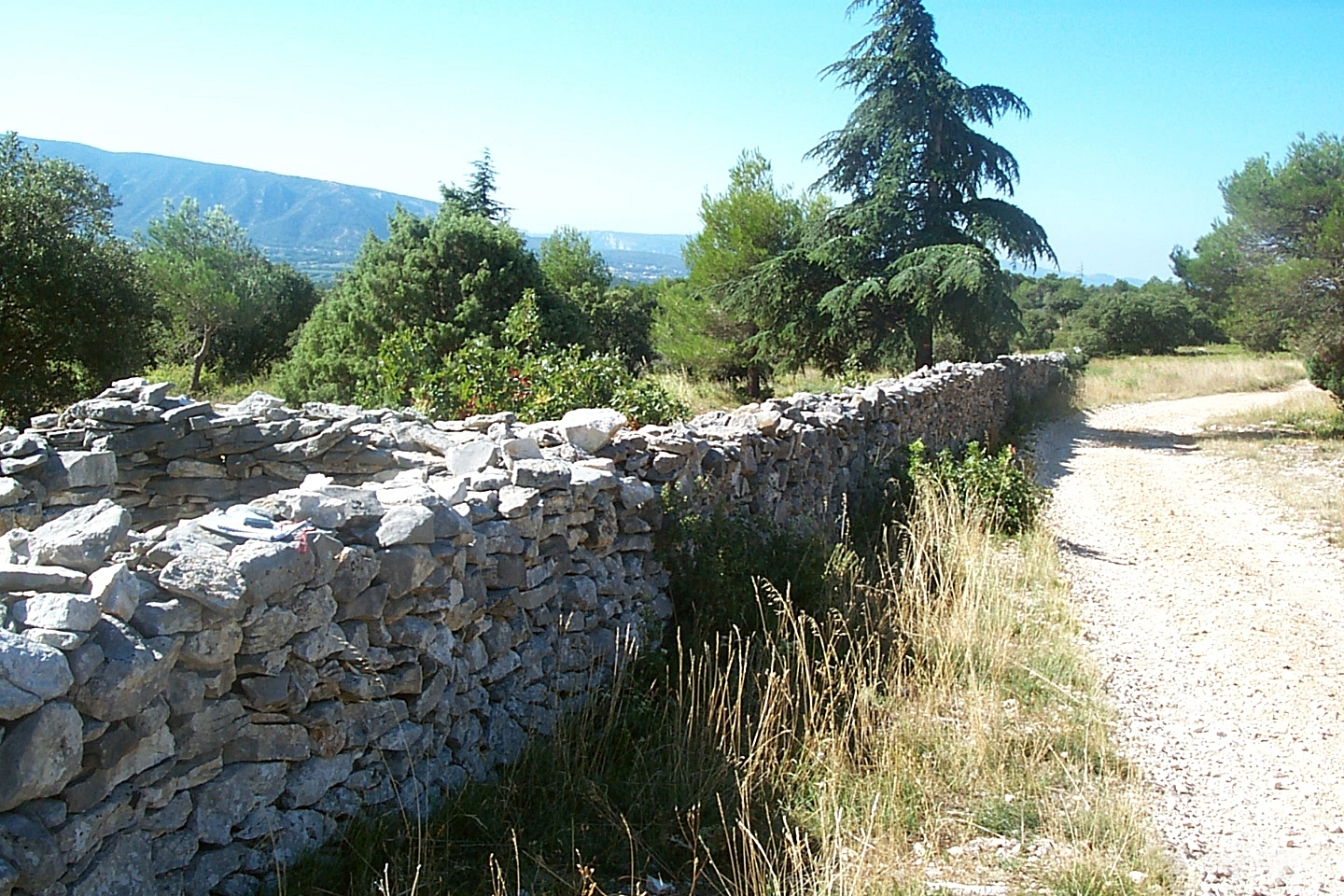
Die mur de la peste (Pestmauer) aus dem 18. Jahrhundert, Provence

Wenige Tage später brach die Krankheit in der Stadt aus. Die Krankenhäuser waren schnell überfüllt, und die Bewohner gerieten in Panik und vertrieben die Kranken aus ihren Häusern und aus der Stadt. Es wurden Massengräber ausgehoben, die aber schnell gefüllt wurden. Schließlich überforderte die Zahl der Toten die Möglichkeiten der Stadt, sich um das öffentliche Gesundheitswesen zu bemühen, bis Tausende von Leichen verstreut und auf Haufen in der Stadt lagen.
Zu den Versuchen, die Ausbreitung der Pest zu stoppen, gehörte ein Gesetz des Parlaments von Aix, das die Todesstrafe für jede Kommunikation zwischen Marseille und der übrigen Provence verhängte. Um diese Trennung durchzusetzen, wurde auf dem Land eine Pestmauer (mur de la peste) errichtet. Die Mauer wurde aus Trockenstein gebaut, 2 m hoch und 70 cm dick, mit von der Mauer zurückgesetzten Wachposten. Überreste der Mauer sind noch heute in verschiedenen Teilen des Plateaus de Vaucluse zu sehen.

## Neueste Forschung

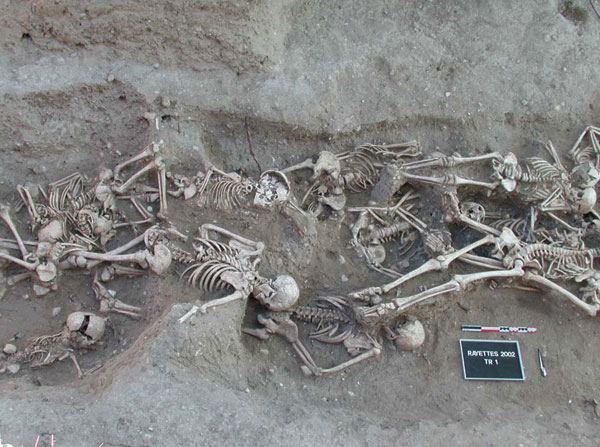
Opfer der Beulenpest in einem Massengrab von 1720 bis 1721 in Martigues, Frankreich

1998 wurde von Wissenschaftlern der Université de la Méditerranée ein Massengrab von Opfern der Beulenpest ausgegraben. Die Ausgrabung bot die Gelegenheit, mehr als 200 Skelette aus einem Gebiet im zweiten Arrondissement von Marseille zu untersuchen, das als Kloster der Observanz  bekannt ist. Zusätzlich zu den modernen Laboruntersuchungen wurden auch Archivunterlagen ausgewertet, um die Bedingungen und Daten der Nutzung dieses Massengrabes zu ermitteln. Dieser multidisziplinäre Ansatz brachte neue Fakten und Erkenntnisse über die Epidemie von 1722 zutage. Die Rekonstruktion des Schädels eines 15-jährigen Jungen lieferte den ersten historischen Beweis für eine Autopsie, die auf das Frühjahr 1722 datiert ist. Die angewandten anatomischen Techniken scheinen mit denen identisch zu sein, die in einem chirurgischen Buch aus dem Jahr 1708 beschrieben wurden.